# Martyn Mun
Martyn Mun (* 7. Januar 2000 in Singapur) ist ein singapurischer Fußballspieler.

## Karriere
Martyn Mun erlernte das Fußballspielen in der Schulmannschaft der Nanyang Polytechnic sowie in der Jugendmannschaft des Jungfrau Punggol FC. Seinen ersten Vertrag unterschrieb er am 1. Januar 2020 bei Balestier Khalsa. Der Verein spielte in der ersten Liga. Sein Erstligadebüt gab er am 21. März 2021 (3. Spieltag) im Auswärtsspiel gegen Albirex Niigata (Singapur). Hier wurde er in der 59. Minute für den verletzten Zaiful Nizam eingewechselt. Das Spiel endete 0:0. Von Juli 2021 bis Saisonende wurde er an den Ligakonkurrenten Young Lions ausgeliehen. Hier kam er jedoch nicht zum Einsatz. Nach der Ausleihe kehrte er zu Balestier zurück. Nachdem er hier auch nicht zum Einsatz gekommen war, wechselte er am 1. August 2022 fest bis Saisonende zu den Young Lions. Am Ende der Saison, in der er ebenfalls nicht zum Einsatz kam, wurde sein Vertrag aufgelöst.